# Luca D'Addato
Luca D'Addato (Vimercate, 24 luglio 1984) è un pilota motociclistico italiano.

## Carriera
Debutta nelle competizioni di alto livello nel 2002, come endurista nel Campionato Italiano Cadetti ed Europeo Junior.
Partecipa successivamente anche agli Assoluti d'Italia e nel 2003 chiude all'ottavo posto nell'Europeo.
Nel 2004 cambia disciplina e passa al supermotard partecipando alla Runner Cup e al Campionato Italiano. 
Dopo una stagione nel team ufficiale Sherco Axo Supermoto, nel 2008 arriva la consacrazione agli alti livelli con la vittoria del titolo Europeo nella classe Open, con il Team TDS Honda.
L'anno successivo non gli viene rinnovata però la fiducia e il pilota milanese si trova a correre la Coppa Italia da privato nel Team Honda Motorazzo, vincendola.
Nel 2010 torna nel Team TDS con cui vinse il campionato europeo, affiancando il giovane Elia Sammartin, e vince il Campionato Italiano Supermoto Open.
Nel 2011 passa alla classe regina del Campionato Italiano Supermoto, la S1, da privato nel Team Red Foxes Racing su Honda, e torna a disputare il Campionato Europeo Supermoto. Ancora in attività dopo i quarant'anni, prende parte regolarmente al Supermoto delle nazioni oltre a gestire corsi di guida presso il circuito di Borgo Ticino.

### Palmarès
- 2002: 7º posto Campionato Italiano Enduro Cadetti classe 125 (su TM)
- 2002: 15º posto Campionato Italiano Enduro Senior classe 125 (su TM)
- 2002: 11º posto Campionato Europeo Enduro Junior classe 125 (su TM)
- 2003: 8º posto Campionato Lombardo Enduro Junior classe 250 (2 gare su 7) (su KTM)
- 2003: 5º posto Campionato Italiano Enduro Junior classe 250 (su KTM)
- 2003: 21º posto Assoluti d'Italia Enduro classe 250 (3 gare su 9) (su KTM)
- 2003: 8º posto Campionato Europeo Enduro Junior classe 250 (su KTM)
- 2004: 15º posto Trofeo Lombardia Supermoto classe Sport (2 gare su 4) (su TM)
- 2004: Vincitore Coppa Italia Supermoto Junior (su TM)
- 2005: 16º posto Campionato Italiano Supermoto classe Sport (su TM)
- 2006: 12º posto Campionato Italiano Supermoto classe Sport (su TM)
- 2007: Campione Lombardo Supermoto classe Sport (su Sherco)
- 2007: 7º posto Campionato Italiano Supermoto S1 (su Sherco)
- 2007: 42º posto Campionato del Mondo Supermoto S1 (1 GP su 8) (su Sherco)
- 2008: 18º posto Campionato Lombardo Supermoto S1 (1 gara su 6) (su Honda)
- 2008: Campione Europeo Supermoto classe Open (su Honda)
- 2008: 5º posto King Of Motard di Cogliate (su Honda)
- 2009: 2º posto Campionato Lombardo Supermoto S1 (3 gare su 5) (su Honda)
- 2009: Vincitore Coppa Italia UISP Supermoto classe SuperOpen (su Honda)
- 2009: 3º posto King Of Motard di Cogliate (su Honda)
- 2009: 8º posto Trofeo Memorial Barzaghi Motocross MX1 (su Honda)
- 2010: Campione Italiano Supermoto Open (su Honda)
- 2011: 15º posto Campionato Italiano Supermoto S1 (3 gare su 6) (su Honda)
- 2011: Vincitore King Of Motard di Cogliate (su Honda)